# Savage Mode
Savage Mode — дебютний спільний студійний альбом репера 21 Savage та музичного просюсера Metro Boomin, випущений 15 липня 2016 року. Реліз отримав визнання від критиків: Rolling Stone включив його в список 40 найкращих реп-альбомів 2016 року. 2 жовтня 2020 року вийшла друга частина альбому — Savage Mode II.

## Прийом критиків
Pitchfork назвав проект 21 Savage "найсильнішою та найхмурішою роботою" і похвалив "засиджине виробництво" Metro Boomin. Complex назвав це "мінорним шедевром в звуковому дизайні", визнаючи це "адже, наскільки нещадним може бути написання 21 Savage, альбом межує з ембієнт." HotNewHipHop заявив що "його стиль однозначно перевершує його суть, що відповідає курсу цієї школи мистецького вуличного репу, але його форма - компактний, бездоганно витриманий продукт - дуже відсутня в жанрі." Exclaim!  назвав альбом "похмура, перламутрова розповідь прямо з півдня." В позитивному огляді, Крейг Дженкінс Vulture назвав це "радісною ультрафіолетовою і гордо поблажливою", заявляючи, що "ця музика побудована з тієї самої випадкової безнадії, яка шокує нас холодно щоразу, коли ми прокидаємось, до свіжих новин про масові вбивства або жорстокість поліції".

## Список треків
| #     | Назва                  | Автор                                                | Продюсери                      | Тривалість |
| ----- | ---------------------- | ---------------------------------------------------- | ------------------------------ | ---------- |
| 1.    | «No Advance»           | Shayaa Joseph Leland Wayne                           | Metro Boomin                   | 4:36       |
| 2.    | «No Heart»             | Joseph Wayne Southside Kevin Gomringer Tim Gomringer | Metro Boomin Southside Cubeatz | 3:55       |
| 3.    | «X» (за участю Future) | Joseph Wayne Nayvadius Wilburn                       | Metro Boomin 21 Savage         | 4:18       |
| 4.    | «Savage Mode»          | Joseph Wayne                                         | Metro Boomin                   | 4:09       |
| 5.    | «Bad Guy»              | Joseph Wayne Sonny Uwaezuoke                         | Metro Boomin Sonny Digital     | 2:49       |
| 6.    | «Real Nigga»           | Joseph Wayne                                         | Metro Boomin                   | 3:05       |
| 7.    | «Mad High»             | Joseph Wayne                                         | Metro Boomin                   | 3:00       |
| 8.    | «Feel It»              | Joseph Wayne Xavier Dotson                           | Metro Boomin Zaytoven          | 2:43       |
| 9.    | «Ocean Drive»          | Joseph Wayne Luellen Robert Mandell                  | Metro Boomin Southside G Koop  | 3:47       |
| 32:22 |                        |                                                      |                                |            |

## Чарти
| Чарт (2016–2017)                       | Найвища позиція |
| -------------------------------------- | --------------- |
| Канада Canadian Albums (Billboard)     | 57              |
| США Billboard 200                      | 23              |
| США Independent Albums (Billboard)     | 8               |
| США Top R&B/Hip-Hop Albums (Billboard) | 9               |
| США Top Rap Albums (Billboard)         | 7               |

| Чарт (2016)                           | Позиція |
| ------------------------------------- | ------- |
| US Billboard 200                      | 185     |
| Чарт (2017)                           | Позиція |
| US Billboard 200                      | 58      |
| US Top R&B/Hip-Hop Albums (Billboard) | 59      |